# 1135 Colchis
1135 Colchis este un asteroid din centura principală, descoperit pe 3 octombrie 1929, de Grigori Neuimin.